# Pedro Rollán Ojeda
Pedro Manuel Rollán Ojeda (ur. 21 marca 1969 w Madrycie) – hiszpański polityk i samorządowiec, działacz Partii Ludowej, w 2019 p.o. prezydenta Wspólnoty Madrytu, od 2023 przewodniczący Senatu.

## Życiorys
Kształcił się w Escuela Superior de Estudios de Marketing, gdzie uzyskał magisterium z marketingu. Przez kilka lat był kierownikiem działu handlowego jednego z przedsiębiorstw. Zaangażował się w działalność polityczną w ramach Partii Ludowej. W 2003 został radnym miejskim w Torrejón de Ardoz. W latach 2007–2015 sprawował urząd alkada tej miejscowości. Od 2015 do 2020 zasiadał w Zgromadzeniu Madryckim. W latach 2015–2019 wchodził w skład władz wykonawczych Wspólnoty Madrytu. Odpowiadał za transport, mieszkalnictwo i infrastrukturę (2015–2017), a następnie za środowisko, planowanie przestrzenne i administrację lokalną (2017–2018). W latach 2018–2019 zajmował stanowisko zastępcy prezydenta i rzecznika rządu Wspólnoty Madrytu. Od kwietnia do sierpnia 2019 tymczasowo pełnił obowiązki prezydenta tej wspólnoty.
W listopadzie 2019 został wybrany w skład Senatu. Z powodzeniem ubiegał się o reelekcję w wyborach w 2023.
W 2022 powołany na zastępcę sekretarza krajowego PP do spraw koordynacji regionalnej i lokalnej. W sierpniu 2023 wybrany na przewodniczącego izby wyższej Kortezów Generalnych.

## Życie prywatne
Żonaty, ma dwoje dzieci.